# بلاجيوس الأول
البابا بلاجيوس الأول (باللاتينية: Pelagius I) ـ (توفي في 3 مارس سنة 561) هو بابا الكنيسة الكاثوليكية من سنة 556 إلى وفاته سنة 561. ترجع أصوله إلى أسرة أرستقراطية، وهو ثاني البابوات في سلسلة ما عرف بالبابوية البيزنطية، وكان كسابقه مبعوثًا بابويًا إلى القسطنطينية.
| سبقه فيجيليوس | باباوات الكنيسة الكاثوليكية 556 - 561 | تبعه يوحنا الثالث |